# بيرت لوكاس
بيرت لوكاس (بالإنجليزية: Bert Lucas)‏ هو لاعب كرة قدم أسترالية أسترالي، ولد في 3 أبريل 1922 في Collingwood, Victoria ‏ في أستراليا، وتوفي في 21 فبراير 1988.

## وصلات خارجية
- بيرت لوكاس على موقع AustralianFootball.com (الإنجليزية)
- بيرت لوكاس على موقع AFLtables.com (الإنجليزية)